# 13. Gardeschützen-Division
Die 13. Gardeschützendivision (13. GSD, auf Russisch 13-я гвардейская стрелковая дивизия, 13-ja gwardeiskaja strelkowaja diwisija) war eine sowjetische Elite-Infanteriedivision der 62. Armee und wurde unter ihrem Kommandeur Generaloberst Alexander Rodimzew in der Schlacht um Stalingrad (1942/1943) bekannt.

## Einheiten
- 42. Gardeschützen-Regiment
- 39. Gardeschützen-Regiment
- 34. Gardeschützen-Regiment
- 32. Gardeartillerie-Regiment
- 4. Garde-Panzerabwehr-Bataillon
- 8. Garde-Pionier-Bataillon
- 14. Aufklärungs-Kompanie
- 139. Nachrichten-Abteilung
- 12. Kompanie “Chemische Kriegsführung”
- 11. Transport-Kompanie
- 17. Feldbäckerei
- 15. Medizinisches Bataillon
- 2. Tierärztliches Krankenhaus

## Geschichte
Die 13. GSD wurde am 19. Januar 1942 im Militärbezirk Kiew (Ukrainische Sowjetrepublik) aufgestellt. Sie entstand durch Umbenennung der 87. Schützen-Division, die zu diesem Zeitpunkt den Garde-Status erhielt. Im Mai 1942 wurde die Division in der Schlacht bei Charkow im nördlichen Abschnitt der Offensive eingesetzt und erlitt hierbei hohe Verluste. Nach der Schlacht wurde sie aus der Front gelöst und neu ausgerüstet und verstärkt. Viele der Verstärkungen waren Offiziersschüler ohne Gefechtserfahrung. Die Division befand sich inmitten der Verstärkung und Neuorganisation, als sie direkt an die Stalingrader Front befohlen wurde. Diesem Umstand war es auch zu verdanken, dass ca. 1000 Soldaten noch unbewaffnet waren.

### Einsatz in Stalingrad
Am 14. September 1942, nachdem das LI. Armeekorps der Wehrmacht seinen Großangriff auf Stalingrad-Stadtmitte begonnen hatte und die verbliebenen NKWD-Einheiten bereits an die Wolga zurückgedrängt wurden, befahl Stalin den Einsatz dieser Eliteeinheit.
Um die Innenstadt Stalingrads um jeden Preis zu halten, wurde die 13. Gardeschützen-Division abkommandiert, direkt in die Kämpfe einzugreifen.
Die Gefechtsordnung der 13. GSD in Stalingrad bestand aus dem 42. GSR (Oberst I.P. Jelin) und dem 34. GSR (Oberstleutnant D.I. Panichin),
am 16. September 1942 traf das 39. GSR (Major S.S. Dolgow)
am östlichen Wolgaufer ein. Der Kampfauftrag bestand darin, dass die GSR 42 und 34 das Zentrum und den Hauptbahnhof vom infiltrierenden Gegner säubern und das später eintreffende GSR 39 den Mamajew-Hügel zurückerobern sollte. Dem Divisionskommandeur Rodimtzew wurden alle in Stalingrad-Mitte operierenden Kampfeinheiten unterstellt.
Der 13. Gardeschützen-Division kam bei dieser Operation die entscheidende Rolle
bei der Verteidigung des Stalingrader Stadtkerns zu. Am westlichen Wolgaufer kam es zu einem regelrechten Landungsunternehmen, während sich am Wolgaufer Feuergefechte entwickelten, um das Aufmarschgebiet am Brückenkopf für die nachrückenden Einheiten zu sichern.
Der Kampfstil der Gardeschützen war dem der Fallschirmjäger sehr ähnlich,
gekämpft wurde hauptsächlich in kleineren Einheiten. Dabei profitierte Rodimtzew von seiner Straßenkampferfahrung aus dem Spanischen Bürgerkrieg.
Die Schlacht von Stalingrad war bereits die dritte Begegnung der 13. Gardeschützen-Division mit der deutschen 71. Infanterie-Division, die sich 1941 in Kiew und 1942 in Charkow in erbitterten Schlachten gegenüberstanden.
Bereits in der Nacht auf den 15. September 1942 wurden erste Einheiten des 42. Gardeschützen-Regiments über die Wolga verschifft und am Wolgaufer in erbitterte Infanteriegefechte verwickelt. Ein großer Teil der 13. GSD wurde während des Überquerens der Wolga in Tieffliegerangriffen durch Stukas und Artilleriefeuer vernichtet. Gefolgt wurde das 42. Gardeschützen-Regiment vom 39. Gardeschützen-Regiment, welches ebenfalls unmittelbar in die Kämpfe eingriff.
Es wird berichtet, dass die 13. GSD bereits in dieser Phase sehr schwere Verluste hinnehmen musste, bei den weiteren Kämpfen verlor die Division insgesamt bis über 75 Prozent ihrer Mannschaftsstärke (einige Historiker sprechen sogar von einer Todesrate von 97 %). Rodimzew gab folgende berühmte Losung für seine Division aus: „Für uns gibt es hinter der Wolga kein Land.“ 10 % der Soldaten waren aufgrund der schlechten Versorgung unbewaffnet und wurden direkt in den Tod geschickt.
Die Kämpfe des 42. Gardeschützen-Regiments in der Stadtmitte von Stalingrad in der Grudinin-Mühle, der Nagelfabrik und um den Hauptbahnhof werden in der russischen Militärliteratur stark heroisiert. Tatsache ist, dass es dem Einsatz der 13. GSD zu verdanken ist, dass der Großangriff der Wehrmacht in der Stadtmitte gestoppt wurde und in den Häuserkampf des sogenannten „Rattenkrieges“ überging.
Leutnant Anton Kuzmich Dragan erhielt den Befehl, mit einem 50 Mann starkem Infanteriezug den Hauptbahnhof von Raum zu Raum zurückzuerobern. Im Raum Hauptbahnhof und Nagelfabrik entstanden mehrtägige Nahkampfgefechte von beispielloser Härte.
Gekämpft wurde vornehmlich mit Handgranaten um Mauerdurchbrüche, Dachstockwerke und in der Kanalisation. Die Gardisten durchbrachen die Innenwände, krochen über den Dachboden, um im Rücken der deutschen Soldaten Feuerüberfälle zu starten, verbargen sich unter den Bodendielen, zogen sich taktisch aus Teilen des Hauptbahnhofs und der Nagelfabrik zurück, um an einem anderen Ort überfallartig wieder aufzutauchen. Feuerkämpfe entwickelten sich hauptsächlich in den Gängen, wobei die einzelnen Räume mit Handgranaten gesäubert wurden.
Ein Gedenkstein erinnert im heutigen Wolgograd an die 13. Gardeschützen-Division: „Rodimtzews Gardisten hielten hier bis zum letzten Mann stand.“
Tschuikow beschreibt die Rückzugsgefechte des eingeschlossenen 1. Bataillons/42. GSR unter Oberstleutnant F.G. Fedossejew auf dem Weg vom Hauptbahnhof zur Nagelfabrik, Kaufhaus Uniwermag bis hin zum eingeschlossenen Wohnhaus an der Ecke Krasnopiterskaja/Komsomolskaja Straße, die mit der völligen Vernichtung der Gruppe Dragan enden.
Die große Anspannung der Häuserkämpfe drückte sich in folgenden Zitaten der Schlachtteilnehmer aus:

„Nachtkämpfe in Gebäuden sind die schwierigste Form des Kampfes. Begriffe wie Vorhut, Nachhut oder Flanken sind hier nicht anwendbar. Der Feind kann überall sein: im Stockwerk über dir, unter dir und um dich herum. Du hörst etwas. Wer atmet in der Dunkelheit? Wer ist das? Freund? Feind? Wie kannst du das erkennen? Ihn fragen? Was, wenn er mit einer MG-Salve antwortet? Du musst entscheiden und zwar schnell. Vielleicht hast du dafür nur einen Augenblick Zeit, vielleicht trennt dich nur ein Sekundenbruchteil von einer leise geworfenen Granate oder einem Messerstich.“

„Wir brauchten den ganzen Tag, um eine Straße von einem Ende zum anderen zu räumen und am westlichen Ende Sperren und Schützenstellungen zu errichten, um uns am nächsten Tag eine weitere Scheibe der Salami zu holen. Doch im Morgengrauen feuerten die Russen aus ihren alten Positionen! Es dauerte, bis wir hinter ihren Trick kamen; sie hatten Löcher in die Dachkammern geschlagen, nachts liefen sie wie die Ratten über die Dachsparren zurück und stellten ihr MG am Fenster oder hinter einem Kamin auf. “

„Zur Zeit versuchen die Angreifer, an acht verschiedenen Stellungen Panzerkeile in die Stadt vorzutreiben, und diese haben sich, wie man im Oberkommando Stalingrad sagt; „wie eine Totenhand mit ausgespreizten Fingern“ vorgefühlt. [ ] Am entsetzlichsten ist, dass bei der wieder eingetretenen sommerlichen Hitze die Verwesungsprozesse schnell vor sich gehen und dass beide Seiten keine Kampfpause haben, in der sie die Gefallenen beisetzen können. Man versucht zwar, durch Streuen von Chlor etwas Abhilfe zu schaffen, aber dieses Mittel genügt nicht, um die Seuchengefahr einzudämmen.“

„In den wiederbesetzten Häusern bot sich ein furchtbarer Anblick. Zimmer, Gänge, Treppenhäuser und Höfe lagen voller Leichen. Viele Gebäude wurden erst nach entsetzlichen Nahkämpfen zurückerobert, in denen Soldaten mit Bajonett und Gewehrkolben gegeneinander vorgingen. Solche Kämpfe setzten sich oft längere Zeit über Straßen und Plätze der Stadt fort. Von den Hügeln, die Stalingrad überragen, sieht man, dass größere Teile der Stadt in Rauch gehüllt sind. Die Brände in den umkämpften Straßenzügen können nicht gelöscht werden. “

„Es ist vorgekommen, dass bereits völlig eingeschlossene Abteilungen unserer Truppen durch vier oder fünf Häuser hindurch versorgt wurden, oder dass Decken durchbrochen wurden, um deutsche Maschinenpistolenschützen, die in die unteren Stockwerke eingedrungen waren, aus dem Inneren der Häuser bekämpfen zu können. Ein Betongebäude, das Hunderte von Kleinwohnungen enthielt, wurde vier Tage lang umkämpft, und jetzt – nachdem der Nordweststadtteil wieder gesäubert wurde – kann man die furchtbaren Spuren des Nahkampfes in den Treppenhäusern, auf den Korridoren, in Zimmern und Kellern erkennen. Die Fassade des riesigen Gebäude zeigt, dass leichte Geschütze aus nächster Nähe gefeuert haben müssen.“

Soldaten eines Infanteriezuges des 39. Gardeschützen-Regiments besetzten Pawlows Haus am Platz des 9. Januars und widerstanden über 50 Tage den angreifenden deutschen Soldaten. Andere Kampftruppen der 13. GSD eroberten Mitte September 1942 im Nahkampf gegen die 295. Infanterie-Division den Mamai-Hügel wieder zurück.
Es wurde berichtet, dass die Nahkämpfe um den Mamai-Hügel eine derartige Intensität besaßen, dass es beiden Seiten unmöglich war, ihre gefallenen Soldaten während des Artilleriefeuers zu bestatten.
Am Ende der Schlacht von Stalingrad überlebten lediglich 320 von 10.000 Mann insgesamt die Gefechte. Vermutlich starben bereits 3.000 Gardisten innerhalb der ersten 24 Stunden nach Ankunft in Stalingrad aufgrund der extremen Härte der Nahkämpfe.
Stalin lobte die 13. GSD für ihr großes Engagement in der Schlacht um Stalingrad, indem er jeden einzelnen Soldaten dieser Einheit mit der Qualität eines Scharfschützen auszeichnete.

### Weiterer Einsatz
Nach der Schlacht um Stalingrad wurde die 13. GSD fast komplett neu aufgestellt und mit frischen Kräften verstärkt.
Sie nahm im August 1943 als Teil der 5. Gardearmee bei der Woronescher Front an der Operation Polkowodez Rumjanzew, einer strategischen Offensive zwischen Belgorod und Charkow, teil.
Danach rückte die 13. GSD. nach Südwesten vor und nahm an der Operation Poltawa-Krementschuker Operation teil, bei der die Truppen am 23. September die Stadt Poltawa zurücknehmen konnten. Nach Poltawa nahm die Division im Raum Krementschuk an der Schlacht am Dnjepr teil. Im ersten Halbjahr 1944 nahmen die Truppen an der Kirowograder Operation, danach an der Uman-Botoșaner Operation und der Lemberg-Sandomierz-Operation teil. Für die Eroberung von Novoukrainka und des wichtigen Eisenbahnknotenpunkts Pomoschnaja wurde der Division am 29. März 1944 der Suworow-Orden 2. Klasse verliehen. Am 1. April wurde Perwomajsk wiedergewonnen.
Als Teil des 32. Garde-Schützenkorps unterstand die Division im Frühjahr 1945 zeitweilig direkt der 1. Ukrainischen Front und nahm an der Weichsel-Oder-Operation teil, wobei sie am 19. Januar die Grenze des Deutschen Reiches überschritt. Im Februar und Anfang März 1945 kämpfte die Division in der Oberschlesischen und in der Niederschlesischen Operation. Während der Cottbus-Potsdamer Operation konnte die Division vom 16. bis 21. April von der Neisse 60 km tief bis zur Spree vorzudringen und konnte die Straße Dresden – Lübben nordwestlich von Senftenberg abschneiden. Die 13. GSD. erreichte die Elbe bei Torgau am 23. April und traf auf amerikanische Einheiten. Am Schluss des Krieges besetzte die Division während der Prager Operation den strategischen Eisenbahnknotenpunkt Dresden.
Nach Kriegsende wurde die Division als 13. Mechanisierte Garde-Division umgestaltet und in den 1950er Jahren aufgelöst.
Die Traditionen der 13. GSD lebten in der 13. Garde-Panzerdivision im Großverband der Südlichen Sowjetstreitkräfte weiter fort, die in den 1980er Jahren aufgelöst wurde.

## Kommandeure
- Generalmajor Alexander Iljitsch Rodimzew, 19. Januar 1942 – 21. Mai 1943
- Oberstleutnant Iwan Anikejewitsch Samtschuk, 21. Mai – 30. Mai 1943
- Generalmajor Gleb Wladimirowitsch Baklanow, 31. Mai – 15. Dezember 1943
- Oberst Ilja Josifowitsch Laitadse, 16. Dezember 1943 – 11. Januar 1944
- Oberst Pawel Iwanowitsch Schumejew, 12. Januar – 15. Februar 1944
- Generalmajor Gleb Wladimirowitsch Baklanow, 16. Februar – 29. Oktober 1944
- Oberst Wladimir Nikolajewitsch Komarow, 30. Oktober 1944 – Kriegsende

## Trivia
In dem Computerspiel Call of Duty und Call of Duty 2 sind die Einsätze der 13. GSD um den Roten Platz, dem Hauptbahnhof und dem Pawlow-Haus nachempfunden.
Im Computerspiel Company of Heroes 2 wird unter Angabe der 13. GSD ein Kampf vom Landungskopf zum Hauptbahnhof von Stalingrad gefochten.